# Hot Rap Songs
Hot Rap Songs (dawniej Hot Rap Tracks) − jedna z wielu list przebojów regularnie opracowywanych przez amerykański magazyn muzyczny Billboard. Przedstawia ona najpopularniejsze piosenki rapowe i hip-hopowe, opierając się o sprzedaż singli oraz częstotliwości ich nadawania na antenach stacji radiowych. W latach 1989–2001 notowanie bazowało na sprzedaży singli w bieżącym tygodniu, jednak system ten uległ zmianie.
Najwięcej tygodni na szczycie Hot Rap Tracks spędziła piosenka "Hot Boyz" Missy Elliott, która na miejscu 1. utrzymywała się 16 tygodni.